# Pseudotyphistes ludibundus
Pseudotyphistes ludibundus là một loài nhện trong họ Linyphiidae.
Loài này thuộc chi Pseudotyphistes. Pseudotyphistes ludibundus được Eugen von Keyserling miêu tả năm 1886.